# ドリオサウルス
ドリオサウルス (Dryosaurus) は、主に中生代ジュラ紀後期に生息していたくちばしのある草食恐竜の一種。ドリオサウルス科の代表的な恐竜。属名の意味は「オーク（樫または楢）のトカゲ」。森林に棲む動物だったと推測されての命名である。

## 形態
全長約4m。同じ新鳥脚類のヒプシロフォドンに後ろ足の長さなど姿は似ていたが、体つきががっしりしており大型で、後脚の機能指は3本まで減少していた（ヒプシロフォドンでは4本）。また、前顎部の歯が退化して嘴状を呈する、体に比べて頭が小さいなど、ヒプシロフォドンよりもむしろ進化した身体的特徴を持ち合わせる。下顎先端の角質の嘴は、上顎の歯肉と噛み合い、硬い植物をたち切ることができた。また歯には食べたものをすりつぶすだけの力があったと推定される。前足には5本の指があった。

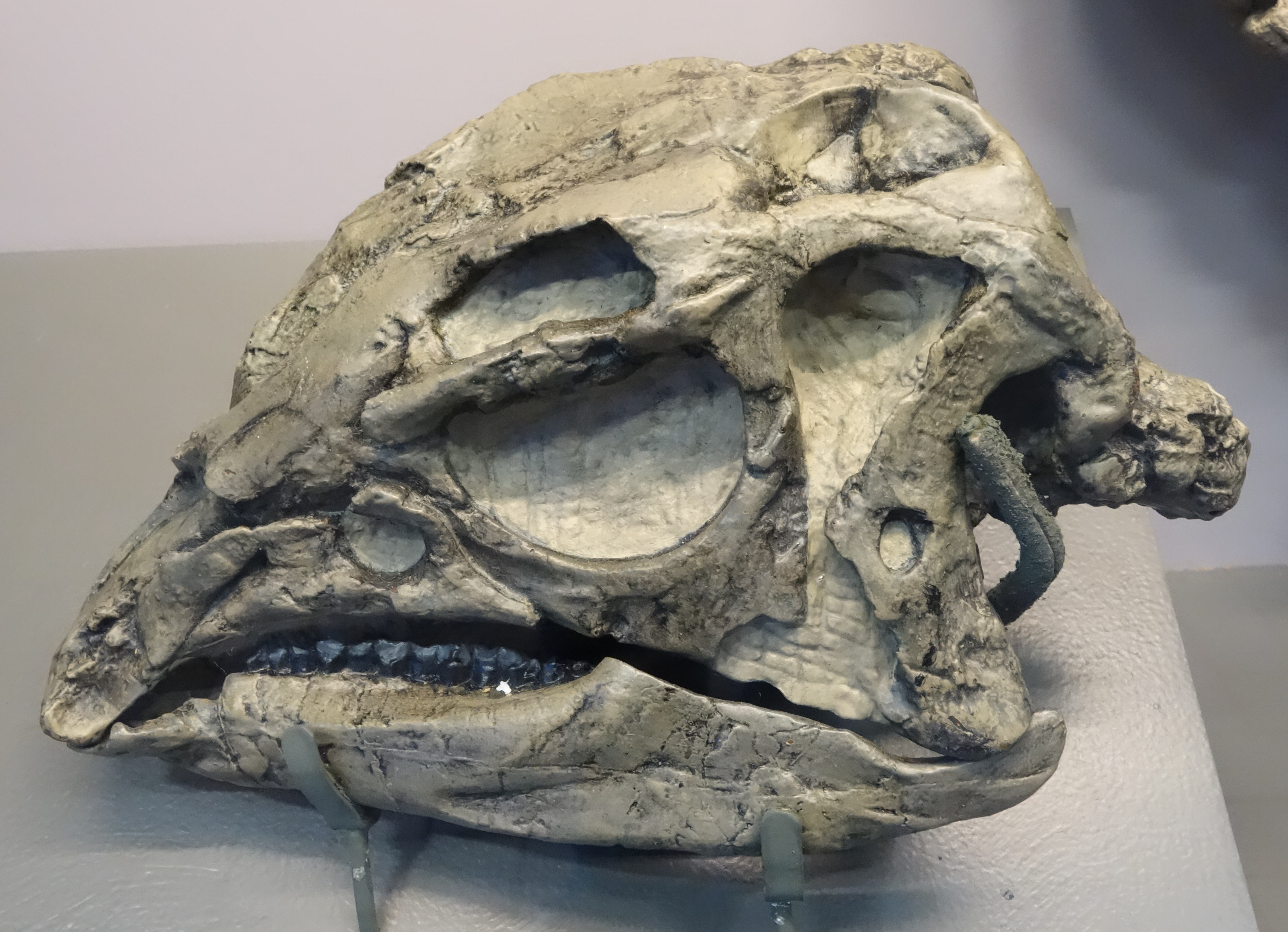
D. elderae 頭骨複製品
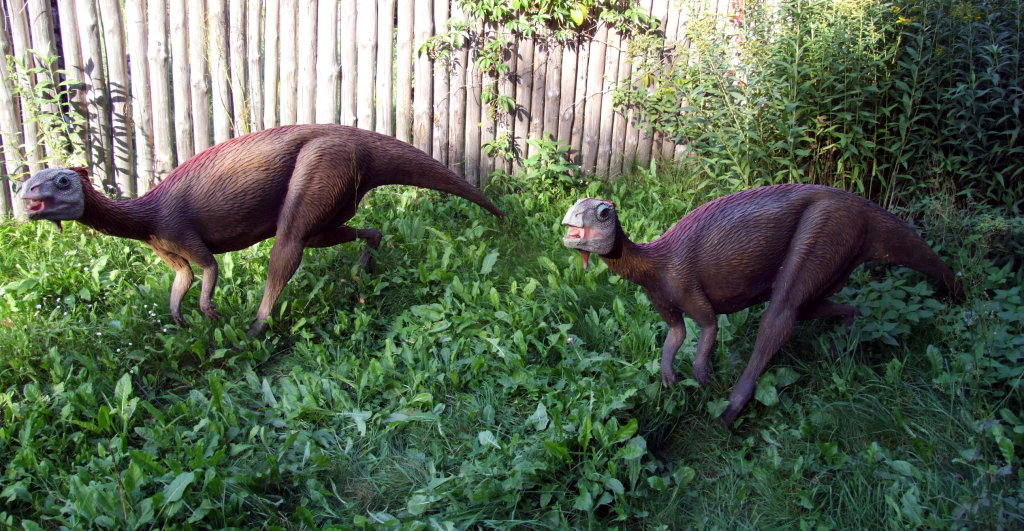
復元モデル
人間との大きさ比較

## 生息域
生息地が非常に広く、化石が北アメリカ大陸、イギリス、ルーマニア、タンザニアなどから見つかっている。ニュージーランドで発見されている部分化石もこの恐竜か、若しくは近縁の属である可能性が示唆されている。